# ロン・ネッチアイ
ロナルド 「ロン」 アンドリュー・ネッチアイ（Ronald "Ron" Andrew Necciai , 1932年6月18日 - ）は、アメリカ合衆国ペンシルベニア州ギャラティン出身の元プロ野球選手（投手）。右投右打。
1952年に北米のプロ野球史上唯一の9回27奪三振を達成した投手として知られる。

## 経歴

### マイナーリーグデビュー
1950年のシーズンにマイナーリーグのクラスD級（ルーキーリーグ相当）のアパラチアンリーグ球団でプロ野球のキャリアを開始した。一塁手として入団したが、翌シーズンには投手にコンバートされた。
3年目の1952年にファーム責任者の目を引き、メジャーリーグベースボール（MLB）のスプリングトレーニングに招待された。そこで結果を出してメジャー昇格が濃厚になったが、持病の胃潰瘍が悪化してマイナーでの調整が決まり、ブリストルに配属された。発作を伴うほど酷く、食事はよく焼いたメルバトーストとカッテージチーズしか受け付けなかった。2年目までパッとしなかったのは、高校時代に全力投球して打者の肋骨を折って以来、全力で投げるなと言われたのを守っていたからだという。球威のある速球とスプリットフィンガーに近いドロップを武器にしていた。

### 9回27奪三振
ピッツバーグ・パイレーツ傘下D級ブリストルに所属するネッチアイは1952年5月13日、ショー・スタジアム（バージニア州ブリストル）で行われた観衆1,183人の対ウェルチ戦において9回27奪三振の偉業を達成した。ただしこれは「1試合の27(=3×9)個のアウトを全て三振で取った」ことを意味しない。途中、振り逃げによる出塁が1つあるため、ブリストルはひとつ多い28個のアウトを取っており、そのうちの27個を三振で取った、ということである（残るひとつは内野ゴロで記録)。
まず初回に三者連続奪三振の立ち上がりを見せる。2回にウェルチの打者の一人が遊撃手へのゴロで凡退し、ネッチアイは残る2人を三振に切って取る。3回には味方一塁手の失策から先頭打者を塁に出すが、続く3人を三振に打ち取る。3回が終わってダッグアウトに戻り、燃えるような胃の痛みを訴えるネッチアイに、監督のジョージ・デトアは出来る限り長く投げるようにと突き放し、そのまま続投させた。
4回からウェルチ打線はセーフティーバントを試みるが、打球はことごとくファウルになった。ネッチアイは勢いに乗ってその後も奪三振ショーを繰り広げ、6回を終わった時点で奪三振の数は17個に達していた。燃えるような胃の痛みを抱えながら7回と8回もそれぞれ3人から三振を奪う。9回の先頭打者がファウルフライを上げたときは、ファンの「落とせ」という叫びを聞いて捕手のハリー・ダンロップが落球し、結局この打者も三振する。その次の打者も空振り三振に取る。9回の3人目の打者も空振り三振となるが、捕逸で打者は振り逃げを試みて出塁する。ただ、この捕逸は故意ではなかったという。ネッチアイはその次の打者からも三振を奪い、ノーヒットノーランに加えて9回27奪三振という北米のプロ野球の歴史においても史上唯一となる究極の記録が達成された。
なお、これ以前のマイナーの9回での最多奪三振は1941年に樹立された25個だった。また、メジャーの9回での最多奪三振はロジャー・クレメンス（2度）、ケリー・ウッド、ランディ・ジョンソン、マックス・シャーザーが記録した20個である。相手のウェルチ打線は四球、死球、失策と振り逃げでそれぞれ一人ずつの走者を出しただけだった。本人は試合後に27奪三振の記録を達成したことを伝えられても現実味が感じられなかったという。

### 記録達成後
大記録を達成したネッチアイは一躍時の人となり、『エド・サリヴァン・ショー』の出演依頼もあったが、球団が出演を認めなかった。次にブリストルで登板した5月21日の試合には5,235人もの観客が詰め掛けた。観衆の前でネッチアイは再び24奪三振・被安打2という圧巻の投球を見せ、クラスB級のカロライナリーグ球団に昇格した。クラスD級ブリストルでの通算成績は43.0回を投げて防御率0.42・109奪三振を記録し、クラスB級では126.0回を投げてリーグ1位の172奪三振を記録した。
1952年8月10日にまだ20歳の誕生日が来て2ヶ月足らずながら、パイレーツでメジャーデビュー。当時パイレーツのゼネラルマネージャー（GM）だったブランチ・リッキーは「これまで見た偉大な3人の投手のうちの一人（他の2人はクリスティ・マシューソンとディジー・ディーン）」と究極の賛辞を述べていたが、パイレーツでは1勝6敗・防御率は7点台と結果を残せなかった。セントルイス・カージナルスのスタン・ミュージアルはネッチアイと雑談を交わした際に「この世界に居たいなら、ストライクを投げなさい」というアドバイスを彼に与えたという。
1953年1月にネッチアイは同世代の多くの若者と同様に朝鮮戦争で徴兵を受けたが、戦地で胃潰瘍が悪化して体重が激減してしまい、間もなく除隊した。その後にパイレーツへの復帰を焦って投げ急いだために回旋筋腱板が引き裂かれてしまい、1953年シーズンはあまり登板出来なかった。
1954年はパイレーツのスプリングトレーニングに参加したものの、結局シーズンで1試合も登板出来ないまま終わってしまった。
1955年はマイナーリーグで数試合登板したが、怪我を完全に克服する事は出来ず、このシーズン限りで現役を引退した。苦しんでいた胃潰瘍は引退後には再発しなくなったという。
引退後はフィッシング用品やハンティング用品の販売を手掛け、成功を収めた。

## 詳細情報

### 年度別投手成績
| 年 度     | 球 団     | 登 板 | 先 発 | 完 投 | 完 封 | 無 四 球 | 勝 利 | 敗 戦 | セ 丨 ブ | ホ 丨 ル ド | 勝 率 | 打 者 | 投 球 回 | 被 安 打 | 被 本 塁 打 | 与 四 球 | 敬 遠 | 与 死 球 | 奪 三 振 | 暴 投 | ボ 丨 ク | 失 点 | 自 責 点 | 防 御 率 | W H I P |
| --------- | --------- | ----- | ----- | ----- | ----- | -------- | ----- | ----- | -------- | ----------- | ----- | ----- | -------- | -------- | ----------- | -------- | ----- | -------- | -------- | ----- | -------- | ----- | -------- | -------- | ------- |
| 1952      | PIT       | 12    | 9     | 0     | 0     | 0        | 1     | 6     | 0        | --          | .143  | 248   | 54.2     | 63       | 5           | 32       | --    | 1        | 31       | 3     | 0        | 45    | 43       | 7.08     | 1.74    |
| 通算：1年 | 通算：1年 | 12    | 9     | 0     | 0     | 0        | 1     | 6     | 0        | --          | .143  | 248   | 54.2     | 63       | 5           | 32       | --    | 1        | 31       | 3     | 0        | 45    | 43       | 7.08     | 1.74    |

### 背番号
- 21 （1952年）